# Monte Scalambra
Monte Scalambra je planinski vrh planine Monti Ernici u Laciju, na 1420 metara nadmorske visine.
Na vrhu je 1976. podignut brončani kip Marije Kraljice mira, u znak pomirenja europskih naroda. Uz kip se nalazi i svetište Kraljice mira. Govor pape Pavla VI. s blagoslova replike kipa uklesan je u podnožje izvornika. O četrdesetgodišnjici papina blagoslova uspostavljena je Međunarodna nagrada za mir „Pavao VI”, koja se dodijeljuje u svetištu svake godine uoči blagdana Blažene Djevice Marije Kraljice.
Na padinama planine nalazise još pet svetišta, koja su ujedno i toponimi: samostan sv. Mihovila (Coste di San Michele), samostan sv. Lovre (Da San Lorenzo al Monte Scalambra) između Serrone i Piglia, Madonna del Monte između Piglia i zaravni Arcinazzo, svetište sv. Trojstva i marijansko svetište Marije od milosrđa (Madonna delle Grazie) u Roiati.
U području vrha zabilježeni su rijedak leptir  Melanargia arge, zbog kojega je i područje proglašeno „mjestom posebnoga zajedničkog interesa” (tal. sito di interesse comunitario), te obični dikobraz.
- Svetište sv. Mihovila (San Michele sul monte Scalambra).
- Stablo koje raste iz svetišta sv. Mihovila.
- Pogled sa Scalambre.

## Vanjske poveznice
Sestrinski projekti
|  | Zajednički poslužitelj ima još gradiva o temi Monte Scalambra |

Mrežna mjesta
- Il Consorzio Monte Scalambra (tal.)  Arhivirana inačica izvorne stranice od 29. kolovoza 2023. (Wayback Machine)